# In Time
In Time è un film del 2011 scritto e diretto da Andrew Niccol.

## Trama
Ci troviamo nell'anno 2169. 
Le persone sono geneticamente programmate per invecchiare soltanto fino a 25 anni; il loro sviluppo fisico si ferma infatti a quell'età, quando sul loro braccio, un timer, fermo dalla nascita fino ad allora, inizia un conto alla rovescia che dura solo un altro anno, al termine del quale l'individuo morirà all'istante. Questo limite può essere esteso con ulteriore tempo, permettendo di vivere ancora, senza peraltro invecchiare fisicamente. Il tempo, quindi, è diventato la valuta corrente con cui la gente viene pagata per il proprio lavoro ed è il mezzo di pagamento per le necessità e i lussi. Tramite una particolare tecnologia, inoltre, è possibile immagazzinarlo in appositi apparecchi ed essere trasferito di persona in persona. Ne risulta, pertanto, una società squilibrata, dove i ricchi possono in pratica vivere in eterno, mentre i poveri devono negoziare ogni giorno per la loro sopravvivenza.
Il protagonista del film, Will Salas, vive con la madre, Rachel, appena cinquantenne, nella zona 12, la più povera, chiamata "il ghetto", dove le persone vivono alla giornata, cercando di guadagnare un altro po' di tempo ed evitare di far scadere il loro "orologio vitale". Will lavora in una fabbrica che produce gli apparecchi in cui viene immagazzinato il tempo insieme all'amico Borel. Intanto, l'inflazione cresce, gli stipendi calano, il costo della vita aumenta e sempre più persone perdono la vita una volta scaduto il proprio tempo.
Una sera, entrando in un bar della zona 12, Will conosce un uomo, Henry Hamilton, intento ad offrire da bere a tutti, nel tentativo di riuscire a spendere tutto il proprio tempo, che segna più di 116 anni. Improvvisamente, nel bar irrompono i criminali che sottraggono il tempo agli abitanti della zona 12: i Minutemen, guidati dal loro capo, Fortis. Tutti scappano, tranne Will, che decide di aiutare Hamilton a fuggire dai criminali. Dopo un inseguimento, i due si nascondono in un fabbricato, dove Hamilton spiega a Will il motivo per cui ha deciso di smettere di vivere: egli ha già vissuto 105 anni e non vuole più continuare a vivere in questo modo, come un privilegiato. Ha anche scoperto, inoltre, che ci sono delle persone che controllano tutto (i prezzi, le paghe, ecc...) per fare in modo che la società rimanga divisa tra ricchi e poveri, col fine di mantenere il loro status. Se tutti non morissero, infatti, ci sarebbe una crisi, perché si avrebbe in breve tempo una sovrappopolazione che esaurirebbe le risorse, non essendo illimitate. Quindi, la gestione di tasse, paghe e tariffe viene fatta in modo che pochi vivano secoli, millenni o per sempre, mentre i poveri continuino a morire, mantenendo un equilibrio.
La mattina dopo, Hamilton, mentre Will dorme, gli regala tutti i suoi 116 anni di vita, morendo poco dopo. La sera successiva, la madre di Will finisce il proprio tempo a causa dell'inflazione, prima che possa raggiungere il figlio, che le avrebbe concesso un po' del suo tempo guadagnato in giornata, e muore fra le sue braccia. Will decide di sfruttare il patrimonio ottenuto per andare a New Greenwich nella zona 4, la più ricca, non prima di aver donato a Borel 10 anni (corrispondenti agli anni della loro amicizia). La sera va a giocare in un casinò, dove incontra il ricco Philippe Weis e sua figlia Sylvia; con una partita a poker, Will riesce a guadagnare 900 anni. Nel frattempo, il Guardiano del Tempo Raymond Leon si mette sulle tracce degli anni di Hamilton, che sono spariti dopo la sua morte, e li rintraccia in possesso di Will grazie ad una telecamera di sorveglianza. La sera seguente, l'agente lo arresta, lasciandogli solo due ore di vita per interrogarlo, in quanto non può credere che un ricco che poteva permettersi secoli di vita abbia deciso alla fine di morire. Ma Will riesce a liberarsi e fugge prendendo in ostaggio Sylvia. Tornato al ghetto, si reca a casa dell'amico Borel per chiedergli aiuto, scoprendo però da Greta, la moglie di quest'ultimo, che si è ubriacato fino a morire con ancora 9 anni nel suo orologio vitale; successivamente, tenta di ricattare il signor Weis: 1000 anni all'associazione Caritas della zona 12 in cambio di Sylvia.
Il signor Weis non accetta e manda Leon a cercarli. Quando Sylvia scopre che il padre non era disposto a pagare, decide di aiutare Will, di cui ormai è innamorata, a fuggire e si unisce a lui nel tentativo di sovvertire il sistema. I due cominciano a rapinare le "banche del tempo" della famiglia Weis, regalando il tempo ai più poveri. Tuttavia, il sistema risponde aumentando i prezzi e riportando la situazione come prima. Per sovvertire definitivamente le cose, i due fingono di arrendersi al signor Weis, per poi prenderlo in ostaggio e rubargli un milione di anni. Inseguiti da Leon, i due giungono nel ghetto distribuendo il tempo, per poi fuggire di nuovo inseguiti dal guardiano.
Quando Leon finalmente riesce a beccare i due fuggitivi, si rende conto troppo tardi che, nella foga dell'inseguimento, aveva dimenticato di prelevare altre ore di vita, finendo così il tempo a sua disposizione. Anche per Sylvia e Will il tempo sta per scadere, ma riescono a raggiungere in tempo l'auto di Leon e dunque a rimanere in vita prendendo il suo tempo. Il milione di anni distribuito scatena un esodo dalla zona 12 a New Greenwich, sovvertendo qualsiasi ordine stabilito e mandando nel caos il sistema, proprio come Will voleva che accadesse.
Nel finale, Will e Sylvia pianificano una rapina in una banca ancora più grande e si apprestano ad entrare.

## Personaggi
- Will Salas, interprtato da Justin Timberlake: un giovane proveniente dalla zona marginale del tempo, la numero 12. Dopo l'incontro con Henry Hamilton e la morte di sua madre a causa dell'inflazione, Will decide di intraprendere la lotta contro il sistema ingiusto che divide la società in base al tempo.
- Sylvia Weis, interpretata da Amanda Seyfried: figlia del potente magnate Philippe Weis e protagonista femminile del film. Ella è stufa della superficialità e della falsità del mondo privilegiato in cui è cresciuta. Dopo aver incontrato Will e aver visto la realtà della vita nella zona marginale, si unisce alla sua lotta per cambiare il sistema.
- Philippe Weis, interpretato da Vincent Kartheiser: padre di Sylvia e uno dei membri più influenti della società. È un uomo che ha accumulato una quantità enorme di tempo, garantendosi così una vita lunga e privilegiata. Tuttavia, la sua ricchezza non lo protegge dalla disillusione e dalla mancanza di significato nella sua esistenza.
- Henry Hamilton, interpretato da Matt Bomer: un uomo ricco che ha vissuto per 105 anni grazie alla sua enorme quantità di tempo accumulato. Stufo della sua vita senza scopo, decide di donare tutto il suo tempo a Will, innescando una serie di eventi che mettono in discussione il sistema di potere basato sul tempo, non prima di avergli rivelato come funziona tutto quanto il sistema.
- Raymond Leon, interpretato da Cillian Murphy: agente di polizia incaricato di mantenere l'ordine nel mondo del tempo. Determinato e implacabile, Leon è determinato a catturare Will e Sylvia dopo che iniziano a minacciare l'equilibrio del sistema. Muore alla fine del film, dopo che, inseguendo i due fuggitivi, si è dimenticato di prelevare altro tempo.
- Rachel Salas, interpretata da Olivia Wilde: la madre di Will, una donna che ha dovuto fare sacrifici estremi per garantire la sopravvivenza di suo figlio, la quale purtroppo muore all'inizio del film a causa dell'aumento dei prezzi. La sua morte prematura alimenta la rabbia e la determinazione di Will a cambiare il mondo.
- Borel, interpretato da Johnny Galecki: un amico di lunga data di Will, il quale vive nella stessa zona marginale del tempo e condivide le lotte quotidiane per sopravvivere, oltre che essere suo collega. La sua presenza rappresenta il legame di solidarietà e amicizia all'interno della comunità oppressa. Will gli donerà 10 anni prima di lasciare il ghetto, ma purtroppo decide di bere a più non posso finché non muore con ancora 9 anni sul suo orologio, lasciando quindi da soli la moglie Greta e il figlio piccolo.
- Fortis, interpretato da Alex Pettyfer: il gangster a capo dei Minutemen, la banda criminale che sottrae il tempo agli abitanti della zona 12. Durante il film, insegue Will e Sylvia dopo che questi rubano tempo dalla ricca élite. Fortis incarna la brutalità e l'avidità che permeano la società divisa dal tempo, cercando di proteggere i privilegi dei ricchi a scapito dei poveri. Alla fine, viene ucciso da Will insieme ai suoi scagnozzi dopo aver giocato con lui a "braccio d'acciaio".

## Produzione
Il film è nato con i titoli provvisori Now e I'm.mortal. Il 27 luglio 2010 fu confermato che a Justin Timberlake era stato offerto un ruolo da protagonista, mentre il 9 agosto dello stesso anno Cillian Murphy ha confermato di essersi unito al cast.
Le riprese si sono svolte principalmente in California, negli Stati Uniti.

## Distribuzione
L'uscita nelle sale cinematografiche negli Stati Uniti è avvenuta il 28 ottobre 2011. Il film è stato distribuito nelle sale italiane il 17 febbraio 2012 a cura della Medusa Film.

## Casi mediatici
Il 15 settembre 2011 The Hollywood Reporter aveva pubblicato la notizia che lo scrittore di fantascienza Harlan Ellison, con la sua società The Kilimanjaro Corporation, aveva intentato una causa presso la corte federale di Los Angeles per violazione di copyright. Secondo Ellison il film di Niccol avrebbe troppe similitudini con il suo racconto del 1965 «Pentiti Arlecchino!» disse l'uomo del tic-tac («Repent, Harlequin!» Said the Ticktockman), che da tempo stava pensando di adattare per il grande schermo. Nella denuncia veniva chiesto il blocco della distribuzione nelle sale del film (prevista il 28 ottobre), oltre a tutti i profitti derivati dal film in presunta violazione del copyright. Il contenzioso si è risolto con la rinuncia a procedere da parte di Harlan Ellison e a tal proposito è stata rilasciata dalle parti in causa la seguente dichiarazione congiunta: "Dopo aver visto il film In Time, Harlan Ellison ha deciso volontariamente di rinunciare all'azione legale. Nessun pagamento o riconoscimento è stato promesso o concesso a Harlan Ellison. Le parti si augurano reciprocamente il meglio e non hanno ulteriori commenti sulla questione".

## Curiosità
I nomi di molti personaggi citano famose case di alta orologeria o alcuni modelli di orologi iconici, come (Patek) Philippe, (Vacheron) Constantin, Jaeger (Le-Coultre), Hamilton, Oris, Breitling, le coppie di personaggi Ulysse Nardin e Bell e Ross, ecc.